# フレンド・カブ
フレンド・カブ（タイ語: เฟรนด์ขับ、英語: Friend Drive）は、 ジュンポン・アドゥンキッティポーン（オフ）、タワン・ウィホクラット（テイ）、ウィーラユット・チャンスック（アーム）によるタイのテレビ番組。GMMTVが制作し、2020年5月23日から2020年11月14日にかけてGMM 25にて毎週土曜日の9:30ICTに放送された。またYouTubeとLINE TVでも10:30ICTより配信された。

## 概要
1991年に生まれた同い年の3人のギャング、ジュンポン・アドゥンキッティポーン、タワン・ウィホクラット、ウィーラユット・チャンスックが友人を誘ってドライブ旅行をし、その旅先にてさまざまなアクティビティーを楽しむ。
ドライブには日産の車を使用するプロモーション番組でもある。

## 出演者
- ジュンポン・アドゥンキッティポーン（オフ）
- タワン・ウィホクラット（テイ）
- ウィーラユット・チャンスック（アーム）

## エピソード
| No. | ゲスト | 内容                                                                                 | 放送日         | 備考       |
| --- | --- | ------------------------------------------------------------------------------------ | -------------- | ---------- |
| 1   | なし | 写真撮影                                                                             | 2020年5月23日  | 2月に撮影  |
| 2   | なし | 料理                                                                                 | 2020年5月30日  | [ 5 ]      |
| 3   | なし | オーガニックファーム体験                                                             | 2020年6月6日   | [ 6 ]      |
| 4   | - ワチラウィット・チワアリー（ブライト） - メータウィン・オーパッイアムカジョーン（ウィン）                                              | クローンコーンの海でのアクティビティ                                                 | 2020年6月13日  | オフ不在   |
| 5   | - ワチラウィット・チワアリー（ブライト） - メータウィン・オーパッイアムカジョーン（ウィン）                                              | クローンコーンの海でのアクティビティ                                                 | 2020年6月20日  | オフ不在   |
| 6   | - ピーラワット・シェーンポーティラット（クリス） - ティパナリー・ウィーラワトノドム（ナムターン）                                        | アユタヤ観光                                                                         | 2020年6月27日  | アーム不在 |
| 7   | - ピーラワット・シェーンポーティラット（クリス） - ティパナリー・ウィーラワトノドム（ナムターン）                                        | アユタヤ観光                                                                         | 2020年7月4日   | アーム不在 |
| 8   | アタパン・プーンサワット（ガン） | 買い物と料理                                                                         | 2020年7月11日  | アーム不在 |
| 9   | - パトムポン・ルンジャイディ（トーイ） - ウォラニット・ターワンウォン（ムーク）                                                          | 犬と遊ぶ                                                                             | 2020年7月18日  | テイ不在   |
| 10  | - カナパン・プイトラクーン（ファースト） - プーシット・ディタピシット（フルーク） - パワット・チットサワンディ（オーム）                 | ウォーターアクティビティ                                                             | 2020年7月25日  | オフ不在   |
| 11  | タナット・ロークンナソムバット（リー）                                                                                                   | 蓮の収穫、果樹園、料理                                                               | 2020年8月1日   | オフ不在   |
| 12  | ナワット・プンポーティンガーム（ホワイト）                                                                                               | 水族館                                                                               | 2020年8月8日   | アーム不在 |
| 13  | - ナチャット・ジャンタパン（ニッキー） - レオ・ソッセイ                                                                                  | 観光、陶芸、サップ                                                                   | 2020年8月15日  | アーム不在 |
| 14  | なし | ゴーカート、ATV（四輪バギー）                                                        | 2020年8月22日  | [ 17 ]     |
| 15  | なし | ジップライン、崖下り、急流下り                                                       | 2020年8月29日  | [ 18 ]     |
| 16  | - ジラキット・クーアーリヤクン（トップタップ） - チンラット・シリポンチャワリット（マイク）                                              | スキー、スノーボード                                                                 | 2020年9月5日   | オフ不在   |
| 17  | - プローイションプー・スパサップ（ジャン） - ハリット・チーワカルン（シング）                                                            | ドリームワールド（遊園地）                                                           | 2020年9月12日  | オフ不在   |
| 18  | プラチャヤー・レァーンロード（シントー）                                                                                                 | カフェ、ドリンク作り                                                                 | 2020年9月19日  | オフ不在   |
| 19  | ウェイアー・サングーン（ジョス） | 料理、染物、泥の滑り台                                                               | 2020年9月26日  | オフ不在   |
| 20  | - ワチラウィット・ルーアンウィワット（チモン） - コーラパット・クッパン（ナノン） - その他：ホワイト、トップタップ、シング、ガンスマイル | - ヒューマンスリングショット - ウイングフォイル - ウィンドサーフィン、ジェットスキー | 2020年10月3日  | アーム不在 |
| 21  | - チョンナカン・アーポンスティナン（ガンスマイル） - パタラ・エークサーンクン（フォエイ）                                                | スカイダイビング                                                                     | 2020年10月10日 | アーム不在 |
| 22  | - タナワット・ラッタナキトパイサン（カオタン） - スパコーン・シーポートーン（ポッド）                                                    | スケートボード 他                                                                    | 2020年10月17日 | テイ不在   |
| 23  | タナチャイ・ウィチットウォントーン（モン）                                                                                               | 射撃、乗馬                                                                           | 2020年10月24日 | アーム不在 |
| 24  | プリム・ラッタナルーァンワッタナー（プルーム）                                                                                           | 動物園、イルカ水族館                                                                 | 2020年10月31日 | アーム不在 |
| 25  | なし | 釣り、料理                                                                           | 2020年11月7日  | [ 28 ]     |
| 26  | なし | シュノーケリング、バーベキュー、振り返り                                             | 2020年11月14日 | [ 29 ]     |